# Ustrine

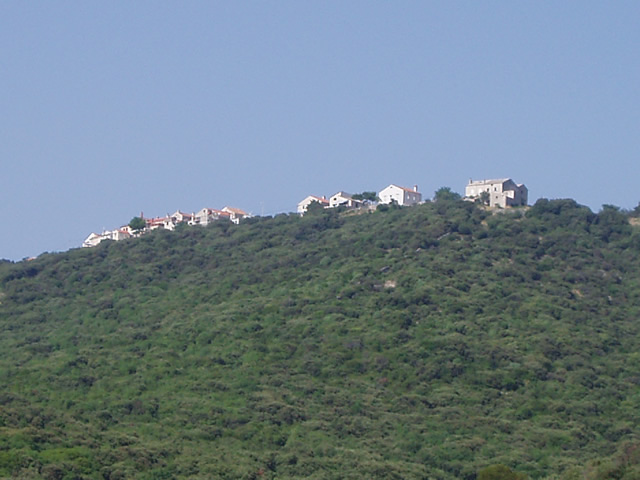
Vnitrozemská vesnice

Ustrine je malá vesnice a přímořské letovisko v Chorvatsku v Přímořsko-gorskokotarské župě. Nachází se na ostrově Cres a je součástí opčiny města Mali Lošinj. V roce 2011 zde žilo celkem 22 obyvatel. Vesnice se nachází ve vnitrozemí, má však přístup k moři.
Sousedními vesnicemi jsou Belej a Osor.